# ستریتژ (ناحیه ژدار ناد سازاوو)
ستریتژ (به چکی: Střítež) یک منطقهٔ مسکونی در جمهوری چک است که در ناحیه ژدار ناد سازاووو واقع شده‌است. ستریتژ ۵٫۸۳ کیلومتر مربع مساحت و ۹۷ نفر جمعیت دارد و ۵۶۳ متر بالاتر از سطح دریا واقع شده‌است.